# Jacques Chabot
Jacques Chabot (Borgworm, 10 oktober 1953) is een Belgisch politicus voor de PS.

## Levensloop
Als licentiaat in de economische wetenschappen aan de Universiteit van Luik en Master of Business Administration werd Chabot beroepshalve universitair onderzoeker aan de Université Libre de Bruxelles. Vervolgens was hij directeur-generaal bij het communicatiebedrijf CecoForma SA, kaderlid bij het Franse computerbedrijf Bull en gedelegeerde van het Waals Gewest bij de Europese Gemeenschap.
In 1976 werd hij verkozen tot gemeenteraadslid van Borgworm, waar hij van 1983 tot 1996 schepen was. Van 1983 tot 1991 was hij bevoegd voor Financiën en van 1991 tot 1996 voor Cultuur, Begraafplaatsen en Kerkelijke Gebouwen. Van 1993 tot 1994 was hij waarnemend burgemeester van de Borgworm. Hij verving in deze functie de titelvoerende burgemeester Guy Coëme, die op dat moment minister van Landsverdediging was. Toen Coëme als gevolg van zijn betrokkenheid in de UNIOP-affaire in 1996 onverkiesbaar gesteld werd, werd Chabot opnieuw waarnemend burgemeester om enkele maanden later effectief burgemeester te worden. Hij bleef dit tot in 2006 en verliet toen de gemeentepolitiek van Borgworm, waarna Coëme weer burgemeester werd. In 2012 verliet Coëme definitief het lokale politieke toneel, waarna Chabot werd aangesteld als PS-lijsttrekker in Borgworm. Sinds oktober 2012 is hij opnieuw gemeenteraadslid en burgemeester van Borgworm.
Van 1992 tot 1998 was Chabot eveneens provincieraadslid van Luik. In 1998 volgde hij Henri Mouton op als lid van het Waals Parlement en van het Parlement van de Franse Gemeenschap. Vervolgens maakte hij in juni 1999 de overstap naar de Kamer van volksvertegenwoordigers, waar hij bleef zetelen tot aan de verkiezingen van juni 2007, waarbij hij zich niet meer kandidaat stelde. Na zijn Kamerlidmaatschap werd hij ambtenaar bij Wallonie-Bruxelles International, waar hij de Belgische delegatie bij het Comité van de Regio's coördineerde.
Bij de federale verkiezingen van mei 2014 stond Chabot als tweede opvolger op de PS-Kamerlijst van de provincie Luik. In november 2017 legde hij opnieuw de eed af als lid van de Kamer van volksvertegenwoordigers in opvolging van Willy Demeyer, die verkoos om voltijds burgemeester van Luik te worden. De eerste opvolger, Linda Musin, was reeds overleden. Bij de verkiezingen van 2019 was hij geen kandidaat meer.